# Lista de senadores do Brasil da 38.ª legislatura
Esta é a lista de senadores do Brasil da 38.ª legislatura do Congresso Nacional. Inclui-se o nome civil dos parlamentares, o partido ao qual eram filiados na data da posse, sua unidade federativa de origem, bem como outras informações. Esta legislatura do Senado Federal durou de 1 de fevereiro de 1946 a 31 de janeiro de 1951.

## Composição das bancadas
| Partido | Líder                   | Bancada | Posição  |
| ------- | ----------------------- | ------- | -------- |
| PSD     | Alfredo Neves           | 36 / 64 | Governo  |
| UDN     | José Américo de Almeida | 17 / 64 | Oposição |
| PTB     | Pedro Salgado Filho     | 4 / 64  | Governo  |
| PPB     | José Neiva de Sousa     | 2 / 64  | Governo  |
| PR      | Augusto Maynard         | 2 / 64  | Governo  |
| PSP     | Euclides Vieira         | 1 / 64  | Oposição |
| PPS     | Olavo Oliveira          | 1 / 64  | Oposição |
| PCB     | Luís Carlos Prestes     | 1 / 64  | Oposição |

## Mesa diretora
| Imagem | Cargo                                                              | Nome                                                            | Partido | Estado           |
| ------ | ------------------------------------------------------------------ | --------------------------------------------------------------- | ------- | ---------------- |
|        | Presidente (Vaga acrescentada para o Vice-Presidente da República) | Nereu Ramos (Nereu de Oliveira Ramos)                           | PSD     | Santa Catarina   |
|        | 1° Vice-Presidente                                                 | Manuel Fernandes Távora (Manuel do Nascimento Fernandes Távora) | PTB     | Ceará            |
|        | 2° Vice-Presidente                                                 | Flávio Guimarães (Flávio Carvalho Guimarães)                    | PSD     | Paraná           |
|        | 1° Secretário                                                      | Hamilton Nogueira (Hamilton de Lacerda Nogueira)                | UDN     | Distrito Federal |
|        | 2° Secretário                                                      | Artur Bernardes Filho (Artur da Silva Bernardes Filho)          | PR      | Minas Gerais     |
|        | 3° Secretário                                                      | Vitorino Freire (Vitorino de Brito Freire)                      | PPB     | Maranhão         |
|        | 4° Secretário                                                      | Alfredo Nasser                                                  | UDN     | Goiás            |
|        | 1° Suplente                                                        | Ismar de Góis Monteiro                                          | PSD     | Alagoas          |
|        | 2° Suplente                                                        | Alexandre Marcondes Filho (Alexandre Marcondes Machado Filho)   | PTB     | São Paulo        |
|        | 3° Suplente                                                        | Álvaro Maia (Álvaro Botelho Maia)                               | PSD     | Amazonas         |
|        | 4° Suplente                                                        | Olavo Oliveira                                                  | PPS     | Ceará            |

## Senadores em exercício ao fim da legislatura
| Imagem              | Nome                                                            | Partido | Início de mandato       | Fim de mandato          | Observações |
| Alagoas             | Alagoas                                                         | Alagoas | Alagoas                 | Alagoas                 | Alagoas |
| ------------------- | --------------------------------------------------------------- | ------- | ----------------------- | ----------------------- | --- |
|                     | Pedro Aurélio de Góis Monteiro                                  | PSD     | 1° de fevereiro de 1947 | 31 de janeiro de 1951   | [ 1 ] |
|                     | Cícero Vasconcelos (Cícero Teixeira de Vasconcelos)             | PSD     | 1° de fevereiro de 1946 | 31 de janeiro de 1951   | [ 2 ] |
|                     | Ismar de Góis Monteiro                                          | PSD     | 1° de fevereiro de 1946 | 31 de janeiro de 1955   | [ 3 ] |
| Amazonas            |                                                                 |         |                         |                         | |
|                     | Severiano Nunes (Manuel Severiano Nunes)                        | UDN     | 5 de maio de 1947       | 31 de janeiro de 1951   | [ 4 ] |
|                     | Álvaro Maia (Álvaro Botelho Maia)                               | PSD     | 1° de fevereiro de 1946 | 31 de janeiro de 1951   | Eleito Governador do Amazonas em 1950 |
|                     | Valdemar Pedrosa                                                | PSD     | 15 de março de 1946     | 2 de novembro de 1954   | Nomeado Ministro do Supremo Tribunal do Trabalho                                                                                            |
| Bahia               |                                                                 |         |                         |                         | |
|                     | Antônio Pereira Moacir (Antônio Pereira da Silva Moacyr)        | PSD     | 4 de abril de 1947      | 31 de janeiro de 1951   | [ 7 ] |
|                     | Aloysio de Carvalho (Aluísio Lopes de Carvalho Filho)           | UDN     | 1° de fevereiro de 1946 | 31 de janeiro de 1955   | [ 8 ] |
|                     | Renato Pinto Aleixo (Renato Onofre Pinto Aleixo)                | PSD     | 5 de fevereiro de 1946  | 31 de janeiro de 1955   | [ 9 ] |
| Ceará               |                                                                 |         |                         |                         | |
|                     | Manuel Fernandes Távora (Manuel do Nascimento Fernandes Távora) | PTB     | 4 de abril de 1947      | 31 de janeiro de 1951   | [ 10 ] |
|                     | Olavo Oliveira                                                  | PPS     | 1° de fevereiro de 1946 | 31 de janeiro de 1955   | [ 11 ] |
|                     | Plínio Pompeu (Plínio Pompeu de Saboia Magalhães)               | UDN     | 1° de fevereiro de 1946 | 31 de janeiro de 1955   | [ 12 ] |
| Espírito Santo      |                                                                 |         |                         |                         | |
|                     | Jones dos Santos Neves                                          | PSD     | 4 de abril de 1947      | 31 de janeiro de 1951   | [ 13 ] |
|                     | Attilio Vivacqua                                                | PSD     | 1° de fevereiro de 1946 | 31 de janeiro de 1961   | [ 14 ] |
|                     | Henrique de Novais                                              | PSD     | 1° de fevereiro de 1946 | 4 de abril de 1950      | Faleceu no exercício do cargo |
| Distrito Federal    |                                                                 |         |                         |                         | |
|                     | Mário Ramos (Mário de Andrade Ramos)                            | PSD     | 2 de abril de 1947      | 31 de janeiro de 1951   | [ 16 ] |
|                     | Hamilton Nogueira (Hamilton de Lacerda Nogueira)                | UDN     | 1° de fevereiro de 1946 | 31 de janeiro de 1955   | [ 17 ] |
|                     | Luís Carlos Prestes                                             | PCB     | 1° de fevereiro de 1946 | 10 de janeiro de 1948   | Teve seu mandato cassado |
| Goiás               |                                                                 |         |                         |                         | |
|                     | Alfredo Nasser                                                  | UDN     | 1° de fevereiro de 1947 | 31 de janeiro de 1958   | [ 19 ] |
|                     | Dário Cardoso (Dário Délio Cardoso)                             | PSD     | 1° de fevereiro de 1946 | 31 de janeiro de 1955   | [ 20 ] |
|                     | Pedro Ludovico Teixeira                                         | PSD     | 1° de fevereiro de 1946 | 31 de janeiro de 1951   | Eleito Governador de Goiás em 1950 |
| Maranhão            |                                                                 |         |                         |                         | |
|                     | Vitorino Freire (Vitorino de Brito Freire)                      | PPB     | 2 de abril de 1947      | 31 de janeiro de 1966   | [ 22 ] |
|                     | José Neiva de Sousa                                             | PPB     | 2 de abril de 1947      | 31 de janeiro de 1951   | [ 23 ] |
|                     | Clodomir Cardoso (Clodomir Serra Serrão Cardoso)                | PSD     | 1° de fevereiro de 1946 | 31 de julho de 1953     | Faleceu no exercício do cargo |
| Mato Grosso         |                                                                 |         |                         |                         | |
|                     | Filinto Müller (Filinto Strubing Müller)                        | PSD     | 1° de fevereiro de 1947 | 11 de julho de 1973     | Faleceu no exercício do cargo |
|                     | João Vilas Boas                                                 | UDN     | 1° de fevereiro de 1946 | 31 de janeiro de 1963   | [ 26 ] |
|                     | Vespasiano Martins (Vespasiano Barbosa Martins)                 | UDN     | 1° de fevereiro de 1946 | 31 de janeiro de 1955   | [ 27 ] |
| Minas Gerais        |                                                                 |         |                         |                         | |
|                     | Artur Bernardes Filho (Artur da Silva Bernardes Filho)          | PR      | 1° de fevereiro de 1947 | 31 de janeiro de 1955   | Eleito Vice-Governador de Minas Gerais em 1954                                                                                              |
|                     | Fernando de Melo Viana                                          | PSD     | 1° de fevereiro de 1946 | 10 de fevereiro de 1954 | Faleceu no exercício do cargo |
|                     | Levindo Eduardo Coelho                                          | PSD     | 1° de fevereiro de 1946 | 31 de janeiro de 1955   | [ 30 ] |
| Pará                |                                                                 |         |                         |                         | |
|                     | Augusto Meira (José Augusto Meira Dantas)                       | PSD     | 2 de abril de 1947      | 31 de janeiro de 1951   | [ 31 ] |
|                     | Álvaro Adolfo (Álvaro Adolfo da Silveira)                       | PSD     | 1° de fevereiro de 1946 | 31 de janeiro de 1959   | [ 32 ] |
|                     | Joaquim Magalhães Barata (Joaquim de Magalhães Cardoso Barata)  | PSD     | 31 de janeiro de 1946   | 9 de junho de 1956      | Eleito Governador do Pará em 1955 |
| Paraíba             |                                                                 |         |                         |                         | |
|                     | José Américo de Almeida                                         | UDN     | 10 de março de 1947     | 30 de janeiro de 1951   | Eleito governador da Paraíba em 1950 |
|                     | Adalberto Ribeiro (Adalberto Jorge Rodrigues Ribeiro)           | UDN     | 1° de fevereiro de 1946 | 30 de abril de 1951     | Renunciou o mandato para assumir o cargo de procurador da Prefeitura do Rio de Janeiro                                                      |
|                     | Vergniaud Wanderley (Vergniaud Borborema Wanderley)             | UDN     | 1° de fevereiro de 1946 | 23 de janeiro de 1952   | Renunciou o mandato para assumir vaga no TCU em 1952                                                                                        |
| Paraná              |                                                                 |         |                         |                         | |
|                     | Arthur Ferreira dos Santos                                      | UDN     | 15 de março de 1947     | 31 de janeiro de 1951   | [ 37 ] |
|                     | Flávio Guimarães (Flávio Carvalho Guimarães)                    | PSD     | 1° de fevereiro de 1946 | 31 de janeiro de 1955   | [ 38 ] |
|                     | Roberto Glasser                                                 | PSD     | 1° de fevereiro de 1946 | 31 de janeiro de 1955   | [ 39 ] |
| Pernambuco          |                                                                 |         |                         |                         | |
|                     | Apolônio Sales (Apolônio Jorge de Faria Sales)                  | PSD     | 30 de janeiro de 1947   | 31 de janeiro de 1959   | [ 40 ] |
|                     | Antônio de Novais Filho (Antônio de Novaes Mello Avelins Filho) | PSD     | 21 de janeiro de 1946   | 31 de janeiro de 1963   | [ 41 ] |
|                     | Etelvino Lins (Etelvino Lins de Albuquerque)                    | PSD     | 1° de fevereiro de 1946 | 11 de dezembro de 1952  | Eleito Governador de Pernambuco em sufrágio suplementar                                                                                     |
| Piauí               |                                                                 |         |                         |                         | |
|                     | Luís Ribeiro Gonçalves (Luís Mendes Ribeiro Gonçalves)          | UDN     | 4 de abril de 1947      | 18 de novembro de 1949  | Nomeado secretário da Fazenda do Estado do Piauí                                                                                            |
|                     | Esmaragdo de Freitas (Esmaragdo de Freitas e Souza)             | UDN     | 5 de fevereiro de 1946  | 12 de julho de 1946     | Faleceu no exercício do cargo |
|                     | Matias Olímpio (Matias Olímpio de Melo)                         | UDN     | 31 de janeiro de 1946   | 31 de janeiro de 1963   | [ 45 ] |
| Rio de Janeiro      |                                                                 |         |                         |                         | |
|                     | Francisco de Sá Tinoco                                          | PSD     | 31 de janeiro de 1948   | 11 de setembro de 1957  | [ 46 ] |
|                     | Alfredo Neves (Alfredo da Silva Neves)                          | PSD     | 1° de fevereiro de 1946 | 31 de janeiro de 1955   | [ 47 ] |
|                     | José Pereira Pinto (José Carlos Pereira Pinto)                  | PSD     | 1° de fevereiro de 1946 | 31 de janeiro de 1955   | [ 48 ] |
| Rio Grande do Norte |                                                                 |         |                         |                         | |
|                     | João Câmara (João Severiano da Câmara)                          | PSD     | 15 de março de 1947     | 12 de dezembro de 1948  | Faleceu em Natal em 12 de dezembro de 1948.                                                                                                 |
|                     | José Georgino Avelino (José Georgino Alves e Sousa Avelino)     | PSD     | 15 de março de 1947     | 31 de janeiro de 1959   | [ 50 ] |
|                     | José Ferreira de Sousa                                          | UDN     | 1° de fevereiro de 1946 | 31 de janeiro de 1955   | [ 51 ] |
| Rio Grande do Sul   |                                                                 |         |                         |                         | |
|                     | Pedro Salgado Filho (Joaquim Pedro Salgado Filho)               | PTB     | 15 de março de 1947     | 30 de julho de 1950     | Faleceu em São Francisco de Assis vítima de um acidente aéreo em 30 de julho de 1950.                                                       |
|                     | Ernesto Dornelles                                               | PSD     | 1° de fevereiro de 1946 | 31 de janeiro de 1951   | [ 53 ] |
|                     | Getúlio Vargas (Getúlio Dornelles Vargas)                       | PTB     | 1° de fevereiro de 1946 | 30 de janeiro de 1951   | Eleito Presidente da República em 1950 |
| Santa Catarina      |                                                                 |         |                         |                         | |
|                     | Benjamin Gallotti (Francisco Benjamin Gallotti)                 | PSD     | 15 de março de 1947     | 16 de dezembro de 1961  | Foi eleito para ocupar a vaga aberta após a escolha de Nereu Ramos como vice-presidente da República em 1946. Faleceu no exercício do cargo |
|                     | Ivo d'Aquino (Ivo d'Aquino Fonseca)                             | PSD     | 1° de fevereiro de 1946 | 31 de janeiro de 1955   | Nomeado procurador do Tribunal de Contas de Santa Catarina                                                                                  |
|                     | Lúcio Corrêa                                                    | PSD     | 15 de março de 1947     | 31 de janeiro de 1951   | [ 57 ] |
| São Paulo           |                                                                 |         |                         |                         | |
|                     | Euclides Vieira                                                 | PSP     | 17 de março de 1947     | 31 de janeiro de 1955   | Eleito para ocupar a vaga de Getúlio Vargas que optou por representar o Rio Grande do Sul.                                                  |
|                     | Alexandre Marcondes Filho (Alexandre Marcondes Machado Filho)   | PTB     | 1° de fevereiro de 1946 | 31 de janeiro de 1955   | Nomeado Ministro da Justiça em 1955 |
|                     | Roberto Simonsen (Roberto Cochrane Simonsen)                    | PSD     | 1° de fevereiro de 1946 | 25 de maio de 1948      | Faleceu no Rio de Janeiro em 25 de maio de 1948.                                                                                            |
| Sergipe             |                                                                 |         |                         |                         | |
|                     | Augusto Maynard (Augusto Maynard Gomes)                         | PR      | 1° de fevereiro de 1946 | 12 de agosto de 1957    | Faleceu no exercício do cargo |
|                     | Durval Cruz (Durval Rodrigues da Cruz)                          | UDN     | 1° de fevereiro de 1946 | 31 de janeiro de 1955   | [ 62 ] |
|                     | Walter Franco (Walter do Prado Franco)                          | UDN     | 15 de março de 1946     | 31 de janeiro de 1955   | [ 63 ] |